# Costantino Roberto
Costantino Roberto (Napoli, 1700 – Napoli, 17 marzo 1773) è stato un violinista e compositore italiano.
Si formò musicalmente presso il Conservatorio di Santa Maria di Loreto sotto l'insegnamento di Giovanni Veneziano, secondo maestro di cappella dell'istituto. Contemporaneamente studiò violino con il celebre Alessandro Scarlatti e dopo alcuni anni ne diventò virtuoso. Successivamente entrò come primo violino nell'orchestra del Teatro San Bartolomeo e nel 1737 assunse la stessa posizione al teatro San Carlo (il quale era stato aperto il 4 novembre di quell'anno).
Il 2 giugno 1732, dopo la rappresentazione del suo oratorio Santa Tecla, entrò come musicista aggiunto nella Cappella Reale Napoletana. Secondo una lettera redatta da Leonardo Leo e Francesco Mancini, egli entrò nella cappella non solo per merito delle proprie doti di violinista, ma anche grazie alla sua abilità compositiva. Nessuna delle sue musiche è giunta sino a noi.